# بني حسن (الجميمة)

تعديل مصدري - تعديل

بني حسن هي إحدى قرى عزلة ظهاى بمديرية الجميمة التابعة لمحافظة حجة، بلغ تعداد سكانها 216 نسمة حسب تعداد اليمن لعام 2004.